# Carl Gustaf Örnestedt
Carl Gustaf Örnestedt, född 1669, död 1742, militär; fältmarskalk.

## Biografi
Örnestedt var son till hovkansler Frantz Örnestedt och hans hustru Anna von Deilen. Tjänstgjorde till en början vid Västgöta kavalleri, och hade vid utbrottet av stora nordiska kriget 1700 avancerat till ryttmästare. Han transporterades då till Södra skånska kavalleriregementet, och befordrades där till överstelöjtnant 1703 och 1704 till överste. Deltog med sitt regemente i slaget vid Kliszów, slaget vid Pułtusk och slaget vid Punitz. Tvingades efter Poltava kapitulera vid Perevolotjna, men fick kort efteråt mot utväxling av en rysk fången officer tillfälle att återvända till Sverige, och utnämndes till generalmajor 1712. 1716 befordrades han till general vid kavalleriet, och förde efter fältmarskalk Nils Karlsson Gyllenstierna befälet över den i Skåne förlagda svenska truppstrykan. 1717 upphöjdes Örnestedt till friherrligt stånd. 1718 följde han Karl XII på hans norska fälttåg. Efter kungens död var han en av dem som förordade Ulrika Eleonora som tronarvinge, under förutsättning att hon avsade sig enväldet. 30 maj 1718 erhöll han fullmakt som riksråd, men tillträdde aldrig, enligt uppgift på grund av att han upprördes över intrigerna efter kungens död. 17 juni 1719 erhöll han fältmarskalks fullmakt.